# Sevastó (ort i Grekland, Mellersta Makedonien)
Sevastó är en ort i Grekland.   Den ligger i prefekturen Nomós Kilkís och regionen Mellersta Makedonien, i den norra delen av landet, 300 km norr om huvudstaden Aten. Sevastó ligger 186 meter över havet och antalet invånare är 143.
Terrängen runt Sevastó är platt åt nordväst, men åt sydost är den kuperad. Runt Sevastó är det ganska tätbefolkat, med 70 invånare per kvadratkilometer. Närmaste större samhälle är Kilkis, 6,1 km väster om Sevastó. Trakten runt Sevastó består till största delen av jordbruksmark.